# وادي اذقان الرويان
وادي اذقان الرويان يقع الوادي غرب حصاة قحطان يبلغ طوله حوالي 70 كم، واتجاهه العام نحو الشمال الشرقي، ومنبعه جبال الدخول، ويصب في وادي الركا.

## أهم روافده
- شعيب الرحاوي
- شعيب الشهد
- شعيب الدخول
- شعيب دمنان